# Kšinná
Kšinná (in ungherese: Kesnyő) è un comune della Slovacchia facente parte del distretto di Bánovce nad Bebravou, nella regione di Trenčín.